# Dylan McDermott
Mark Anthony McDermott (Waterbury, 26 oktober 1961) is een Amerikaans acteur. Hij speelde onder meer van 1997 tot en met 2004 Bobby Donnell in de rechtbankserie The Practice, waarvoor hij in 1999 een Golden Globe kreeg. McDermott maakte in 1987 zijn acteerdebuut als sergeant Adam Frantz in de oorlogsfilm Hamburger Hill.
McDermott werd geboren als 'Mark', maar veranderde dat in 'Dylan' als eerbetoon aan zijn stiefmoeder, Eve Ensler. Zij was zwanger van een jongetje dat ze Dylan wilde noemen, maar kreeg een miskraam. McDermotts echte moeder Diane overleed toen hij vijf jaar oud was. Toen haar vriend een geweer schoonmaakte, ging dat af en verwondde haar fataal. Zijn vader Richard ontmoette op McDermotts vijftiende vervolgens Ensler, de schrijfster van The Vagina Monologues. Zij adopteerde McDermott en trouwde vier jaar later met zijn vader.
McDermott trouwde in 1995 met actrice Shiva Rose, met wie hij dochters Colette (mei 1996) en Charlotte Rose (september 2005) kreeg. Hun huwelijk eindigde in 2008.

## Filmografie
*Exclusief televisiefilms
| - The Clovehitch Killer (2018) - Josie (2018) - Blind (2017) - UFO gakuen no himitsu (2015, aka The Laws of the Universe Part 0, stem) - Survivor (2015) - Mercy (2014) - Autómata (2014) - Behaving Badly (2014) - Freezer (2014) - Olympus Has Fallen (2013) - The Perks of Being a Wallflower (2012) - The Campaign (2012) - Nobody Walks (2012) - Burning Palms (2010) - Mercy (2009) - Have Dreams, Will Travel (2007) - The Messengers (2007) - Unbeatable Harold (2006) - The Mistress of Spices (2005) - The Tenants (2005) | - Edison (2005) - Runaway Jury (2003) - Wonderland (2003) - Party Monster (2003) - Texas Rangers (2001) - Three to Tango (1999) - 'Til There Was You (1997) - Home for the Holidays (1995) - Destiny Turns on the Radio (1995) - Miracle on 34th Street (1994) - The Cowboy Way (1994) - In the Line of Fire (1993) - Jersey Girl (1992) - Where Sleeping Dogs Lie (1991) - Hardware (1990) - Steel Magnolias (1989) - Twister (1989) - The Blue Iguana (1988) - Hamburger Hill (1987) |

## Televisieseries
*Exclusief eenmalige gastrollen
- FBI: Most Wanted - Remy Scott (2022-2025)
- Law & Order: Organized Crime  Richard Wheatley (2021)
- Hollywood - Ernie West (2020)
- No Activity - ... (2019, zeven afleveringen)
- American Horror Story: 1984 - Bruce (2019, drie afleveringen)
- The Politician - Theo Sloan (2019, drie afleveringen)
- LA to Vegas - Captain Dave (2018, vijftien afleveringen)
- Stalker - Jack Larsen (2014-2015, twintig afleveringen)
- Hostages - Duncan Carlisle (2013-2014, vijftien afleveringen)
- American Horror Story: Asylum - Johnny Morgan (2012-2013, vijf afleveringen)
- American Horror Story: Murder House - Dr. Benjamin 'Ben' Harmon (2011, twaalf afleveringen)
- Dark Blue - Luitenant Carter Shaw (2009-2010, twintig afleveringen)
- Big Shots - Duncan Collinsworth (2007-2008, elf afleveringen)
- The Grid - FBI Agent Max Canary (2004, twee afleveringen)
- The Practice - Bobby Donnell (1997-2004, 147 afleveringen)
- Ally McBeal - Bobby Donnell (1998, twee afleveringen)

- Biblioteca Nacional de España: XX1305451
- Bibliothèque nationale de France: cb13982379c (data)
- Catàleg d'autoritats de noms i títols de Catalunya: 981058520577606706
- Gemeinsame Normdatei: 1013171829
- International Standard Name Identifier: 0000 0001 2020 7496
- Library of Congress Control Number: no97046293
- Nationale Bibliotheek van Tsjechië: xx0173784
- Nationale Bibliotheek van Israël: 987007349682805171
- Nationale Bibliotheek van Polen: a0000001624879
- Nederlandse Thesaurus van Auteursnamen: 267644809
- Système universitaire de documentation: 182054241
- Virtual International Authority File: 10042595
- WorldCat: E39PBJxH4mf4gWcPFVTGBqjwG3